# Julius Kosleck
Julius Kosleck (Nowogard, toen heette het nog Naugard, 3 december 1825 – Berlijn, 5 november 1905) was een Duitse componist, muziekpedagoog, kornettist en trompettist.

## Levensloop
Kosleck had al in jonge jaren geleerd te trompet te bespelen op een militaire school in Annaburg. In 1843 werd hij trompettist in de militaire muziekkapel van het 2e garde infanterieregiment in Berlijn. Hij werkte van 1853 tot 1893 in het orkest van de koninklijke opera in Berlijn. Kosleck was een veelgevraagd solist op zijn instrument vooral verzorgde hij de trompetpartijen in de oratoria en cantates van Johann Sebastian Bach in vele uitvoeringen in binnen- en buitenland en de muziekcritici loofden hem vanwege zijn grote virtuositeit. Hij gaf advies voor de constructie en bouw van een speciale "Bachtrompet" met een lange rechte conische buis met 2 ventielen en was daarmee een pionier voor de historische uitvoeringspraktijk. Van 1873 tot 1903 was hij docent en later professor voor trompet en trombone aan de Koninklijke hoge school voor muziek in Berlijn. Hij richtte het Kaiser-Kornetkwartet op, dat later grote bekendheid verwierf. De bezetting van dit kwartet was als volgt: twee kornetten in Bes, een altkornet in laag Es en een baskornet in Bes. Zij maakten concertreizen door Zwitserland, Engeland, Denemarken, Zweden en Rusland. In 1872 waren zij voor drie maanden in de Verenigde Staten. In 1890 richtte hij de zogenoemde Patriottische blazersbond op.
Hij is auteur van een methode voor kornet of trompet. Kosleck completeerde ook de traditionele Torgauer Mars met een set voor natuurtrompetten.
Kosleck is begraven op de begraafplaats Alt-Schöneberg in Berlijn. In de Berlijnse wijk Tempelhof-Schöneberg is een weg naar hem vernoemd, de Kosleckweg.

## Composities

### Werken voor orkest
- 1870 Älplers Abschied in Es majeur, voor orkest.[11]
- 1880 Romance, voor kornet en orkest - ook in een versie voor kornet en piano

### Werken voor harmonieorkest of koperensemble
- 1890 Auf den Alpen, fantasie
- Altpreußischer Parademarsch, voor harmonieorkest
- Russisches Zigeunerlied in Es majeur, voor groot koperensemble[11]

### Kamermuziek
- 1870 Älplers Abschied, voor kornet en piano
- 1880 Romance, voor kornet en piano
- ca.1900 Cornett-Quartett, op. 17
- om 1900 Romanze, voor trombone en piano

### Werken voor piano
- 1865 Abend Klänge, nocturne voor piano, op. 3
- 1865 Des Hirten Abendlied, op. 7

### Pedagogische werken
- 1884 Sammlung beliebter Compositionen für Cornet à Piston und Klavier
- 1901 Orchesterstudien (Trompete), verzameling van belangrijke passages uit composities voor kerk, theater en concertzaal
- Große Schule für Cornet à piston und Trompete, Leipzig: Breitkopf & Härtel, 1872.